# جولیانو راتزولی
جولیانو راتزولی (ایتالیایی: Giuliano Razzoli؛ زادهٔ ۱۸ دسامبر ۱۹۸۴) اسکی‌باز آلپاین اهل ایتالیا است.